# 1068 (szám)
Az 1068 (római számmal: MLXVIII) az 1067 és 1069 között található természetes szám.

## A szám a matematikában
A tízes számrendszerbeli 1068-as a kettes számrendszerben 10000101100, a nyolcas számrendszerben 2054, a tizenhatos számrendszerben 42C alakban írható fel.
Az 1068 páros szám, összetett szám. Kanonikus alakja 22 · 31 · 891, normálalakban az 1,068 · 103 szorzattal írható fel. Tizenkét osztója van a természetes számok halmazán, ezek növekvő sorrendben: 1, 2, 3, 4, 6, 12, 89, 178, 267, 356, 534 és 1068.
Tizennyolcszögszám és 74-szögszám.
Az 1068 érinthetetlen szám: nem áll elő pozitív egész számok valódiosztó-összegeként.

## Csillagászat
- 1068 Nofretete kisbolygó